# Nowoszyn
Nowoszyn (ukr. Новошин) – wieś na Ukrainie, w  obwodzie iwanofrankiwskim, w rejonie dolińskim.